# The Adventures of Sir Galahad
Pour plus de détails, voir Fiche technique et Distribution.
The Adventures of Sir Galahad est un serial américain en 15 chapitres réalisé par Spencer Gordon Bennet, sorti en 1949.

## Synopsis
Galahad, l'un des chevaliers de la Table Ronde, est en quête de la légendaire épée Excalibur...

## Fiche technique
- Titre français : The Adventures of Sir Galahad
- Réalisation : Spencer Gordon Bennet
- Scénario : George H. Plympton, Lewis Clay et David Mathews
- Photographie : Ira H. Morgan
- Musique : Marlin Skiles
- Production : Sam Katzman
- Pays d'origine : États-Unis
- Format : Noir et blanc - 1,37:1 - Mono
- Date de sortie : 1949

## Distribution
- George Reeves : Galaad
- Nelson Leigh : Roi Arthur
- William Fawcett : Merlin
- Hugh Prosser : Lancelot du Lac
- Lois Hall : Fée Viviane
- Charles King : Sir Bors
- Pat Barton : Fée Morgane
- Ray Corrigan : One-Eye - l'aubergiste
- Frank Ellis : Criminel (non crédité)
- Paul Frees : Le chevalier noir (voix) (non crédité)

## Liste des épisodes
1. The Stolen Sword
2. Galahad's Daring
3. Prisoners of Ulric
4. Attack on Camelot
5. Galahad to the Rescue
6. Passage of Peril
7. Unknown Betrayer
8. Perilous Adventure
9. Treacherous Magic
10. The Sorcerer's Spell
11. Valley of No Return
12. Castle Perilous
13. The Wizard's Revenge
14. Quest for the Queen
15. Galahad's Triumph